# Viktorie de Rohan
Viktorie de Rohan (Viktorie Armande Josefa; 28. prosince 1743 Paříž – 20. září 1807 Paříž) byla francouzská šlechtična a guvernantka dětí krále Ludvíka XVI. Známější je jako Madame de Guéméné. Z vlastního práva byla také paní z Clissonu.

## Život
Viktorie Armande Josefa se narodila jako dcera Karla de Rohan, knížete ze Soubise, a jeho druhé manželky Anny Terezy Savojské. Otec byl z vedlejší linie Rohanů a matka byla dcerou knížete Viktora Amadea I. z Carignana a po nemanželské linii sestřenicí Ludvíka XV. Viktorie měla starší nevlastní sestru Šarlotu, která se v roce 1753 provdala za Ludvíka Josefa Bourbon-Condé. Jako kněžna z Condé byla Šarlota princeznou královské krve a dalece titulem převyšovala svou mladší nevlastní sestru.
Protože Rohanové tvrdili, že jsou potomky středověkých bretaňských vévodů, měli členové rodu u dvora postavení zahraničních knížat s oslovením Výsost.

### Manželství
V sedmnácti letech se Viktorie provdala za svého o dva roky mladšího bratrance Jindřicha Ludvíka z Rohanu, vévodu z Montbazon. Byl členem starší větve Rohanů, knížat z Guéméné. Jeho strýcem byl kardinál de Rohan, který byl zneuctěn v neslavné náhrdelníkové aféře. Jindřich Ludvík se později stal velkým komorníkem Francie. Manželé spolu měli pět dětí.
Po smrti svého otce v roce 1788 vévoda zdědil titul knížete z Guéméné. Následně byla Viktorie u dvora známá jako madame de Guéméné. Po smrti jejího otce se její manžel stal dědicem titulu knížete ze Soubise. Viktorie žila se svou rodinou v Paříži v Hôtel de Rohan-Guéméné na Place des Vosges.

### Dvořanka
V roce 1775 Marie Luisa de Rohan resignovala na svůj post guvernantky královských dětí ve prospěch Viktorie, která byla její neteří. V letech 1778 až 1782 měla Viktorie na starosti domácnost nejstaršího dítěte Ludvíka XVI., Marie Terezie Bourbonské, u dvora známí jako Madame Royale. V této roli měla na starosti personál čítající přes sto dvořanů a služebnictva.

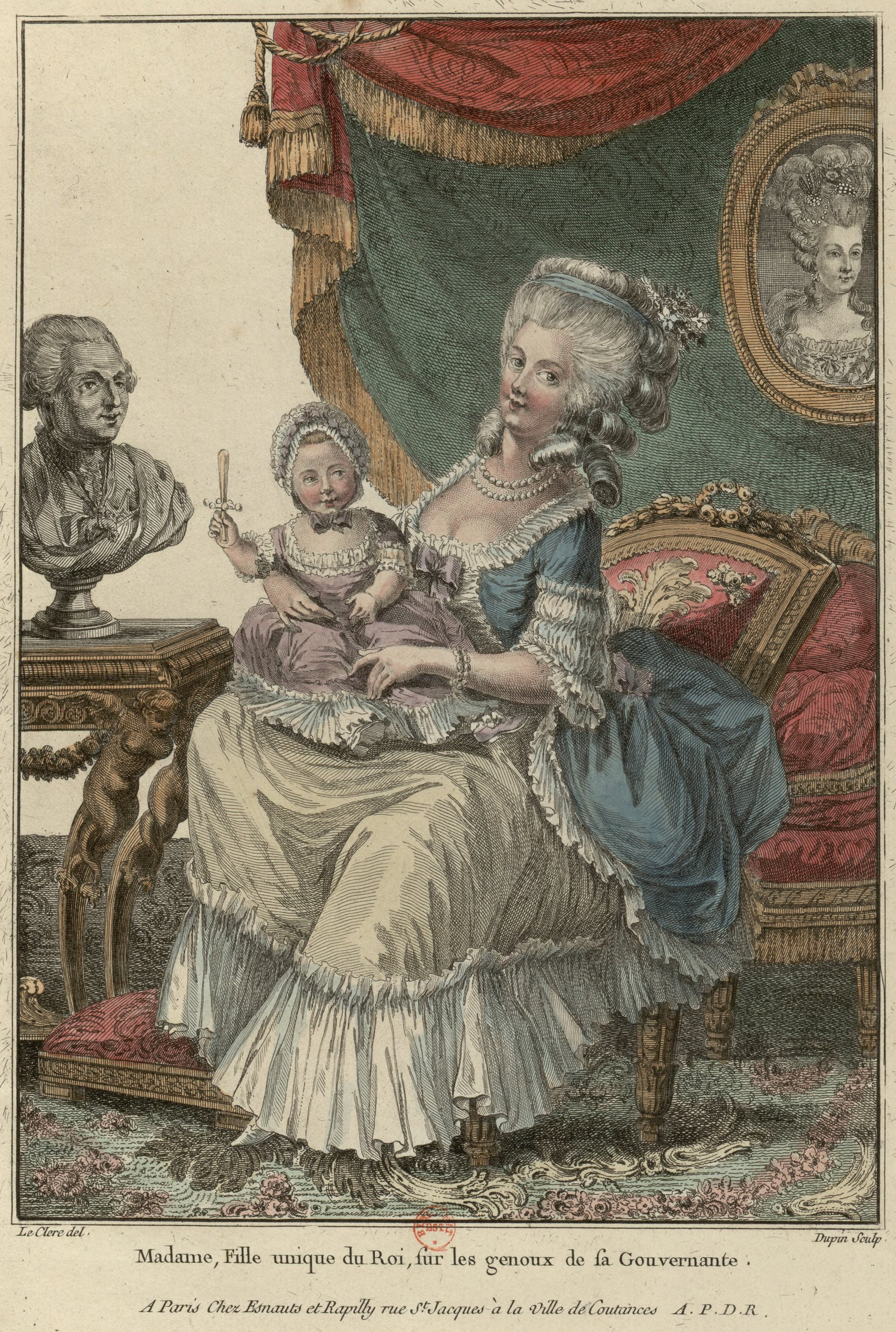
Viktorie de Rohan s Madame Royale.

Během svého působení ve funkci královské vychovatelky jí v souladu s jejím postavením nebylo dovoleno opustit dvůr s výjimkou písemného povolení od panovníka, povolení, o které požádala pouze k účasti na večírcích arcibiskupa z Narbonne v Hautefontaine. Stala se vlivnou osobní přítelkyní královny Marie Antoinetty, na kterou měla údajně špatný vliv, a to hlavně tím, že ji zasvětila do nehospodárných a drahých návyků, jako je pořádání nelegálních her s vysokými sázkami, zejména Pharaoh, kterou představila ve svém salonu ve Versailles, a nová anglická móda koňských dostihů, zájmy, díky nimž královna získala obrovské dluhy.
Měla vztah s Augustinem Gabrielem de Franquetot de Coigny (1740–1817), otcem jedné ze svých svěřenkyň, Aimée de Coigny, vévodkyně de Fleury (1769–1820), múzy básníka André Chéniera. Kníže z Guéméné měl mezitím poměr s Viktoriinou blízkou přítelkyní Thérèse-Lucy de Dillon, hraběnkou de Dillon. Kvůli tomu údajně opat de Vermond vyčítal Marii Antoinettě, že dělá společnost ženám špatné pověsti jako Dillon a Guéméné. V roce 1776 císař Josef II. při pobytu ve Francii pokáral svou sestru Marii Antoinettu za to, že navštěvuje salon kněžny, který nazval herním doupětem.
Viktorie byla popisována jako inteligentní žena se zájmem o spiritualismus: "i když byla obdařena značnou intelektuální silou, trávila čas sledováním pošetilostí spiritualismu", a vlastnila velkou sbírku slavných šperků, které nosila jen zřídka, ale pravidelně je půjčovala ostatním, a proto byly často k vidění při formálních příležitostech.

### Pozdější život
V roce 1782 byla nucena resignovat na svůj post guvernantky, a to kvůli skandálu způsobeným rostoucím dluhem jejího manžela ve výši 33 milionů livrů, dluhem, který nakonec v roce 1797 vedl k prodeji Hôtel de Rohan-Guémené. Marie Antoinetta jí za její službu u dvora zajistila důchod, ale pár byl vykázán a přátelství mezi královnou a Viktorií bylo přerušeno.
Po bankrotu, který byl považován za skandál, byl pár vyloučen ze společnosti a Viktorie se usadila v paláci svého otce; byla považována za osobu, která skandál unesla důstojně.
Viktorie s manželem uprchla po vypuknutí Velké francouzské revoluce do Rakouska. Nakonec se usadili v Čechách na zámku Sychrov, kde zůstal rod Rohanů dalších 125 let.
Viktorie zemřela v rodné Paříži 20. září 1807 ve věku 63 let. Manžel ji přežil o dva roky a zemřel v roce 1809 v Praze.

## Potomci
Viktorie porodila manželovi pět dětí:
- 1. Šarlota Viktorie Josefa Henrietta de Rohan (17. 11. 1761 – 15. 12. 1771)[1]
- 2. Charles Alain Gabriel de Rohan (18. 1. 1764 Versailles – 24. 4. 1836 Sychrov), vévoda z Montbazonu, kníže z Guémené, od roku 1809 hlava rodu Rohanů[2]
⚭ 1781 Louisa Aglaé de Conflans d'Armentiere (1763–1819)[3]
- 3. Marie Luisa Josefína de Rohan (13. 4. 1765 Paříž – 21. 9. 1839 tamtéž)[4]
⚭ 1780 Karel Kašpar Rohan z Rochefortu (1. 11. 1765 Paříž – 7. 3. 1843 Bréville), vévoda z Montbazonu[5]
- 4. Louis Victor Meriadec de Rohan (20. 7. 1766 Versailles – 10. 12. 1846 Sychrov), hlava rodu Rohanů od roku 1836 až do své smrti[6]
⚭ 1809 Berta Rohanová (4. 5. 1782 – 22. 2. 1841)[7]
- 5. Jules Armand Louis de Rohan (20. 10. 1768 Versailles – 13. 1. 1836 Sychov), majitel panství Řepín[8]
⚭ 1800 Kateřina Vilemína Zaháňská (8. 2. 1781 Jelgava – 29. 11. 1839 Vídeň), rozvedli se roku 1805[9]